# Contra viento y marea
Contra viento y marea est une telenovela mexicaine, diffusée en 2005 au Mexique.

## Fiche technique
- Réalisateurs : Marta Luna, Victor Rodriguez, Beatriz Sheridan
- Scénario : Kari Fajer
- Producteurs : Nicandro Díaz, Pablo Noceda Pérez
- Genre : romance
- Longueur : 45 min (130 épisodes)
- Pays : Mexique
- Langue : Espagnol

## Distribution
- Marlene Favela :  Natalia Ríos
- Sebastián Rulli :  Sebastián Cárdenas
- Ernesto D'Alessio :  Eduardo Cárdenas
- Carmen Amezcua :  Lucía
- Armando Araiza :  Imanol Balmaceda Sandoval
- Mariana Ávila :  Zarela Balmaceda Sandoval
- Alexis Ayala :  Ricardo Sandoval
- Carlos Balart :  Rodas
- Uberto Bondoni :  Almeja
- Julio Camejo :  Saúl Trejo 'Veneno'
- José Luis Cantú :  Cheleque
- Gloria Chávez :  Vilma
- Carlos Colín :  Beni
- Luis Couturier :  Teodoro Serrano
- Kika Edgar :  Regina Campos
- Alberto Estrella :  Valente
- Luis Fernando Torres :  Chito
- Adriana Fonseca :  Sandra Serrano Rudell
- Miguel Galván :  Adán
- Miguel Garza :  Fabricio
- Marisol González :  Melissa
- Daniel Habif :  Frank Balmaceda Sandoval
- Silvia Manríquez :  Amparo Contreras viuda de Cárdenas
- Nicky Mondellini :  Constanza Sandoval de Balmaceda
- Evita Muñoz :  Doña Cruz Cárdenas
- Daniela Aedo : Sandra Serrano Rudelle

## Diffusion internationale
- Chili : TVN (2012-2013)

### Sources
- (es) Cet article est partiellement ou en totalité issu de l’article de Wikipédia en espagnol intitulé « Contra viento y marea (telenovela mexicana) » (voir la liste des auteurs).